# Broșteni, Vâlcea
Broșteni este un sat în comuna Lăpușata din județul Vâlcea, Oltenia, România.
 Acest articol despre o localitate din județul Vâlcea este deocamdată un ciot. Puteți ajuta Wikipedia prin completarea lui.